# Wolf (Schiff, 1928)
Die Wolf war ein Torpedoboot der Reichs- und Kriegsmarine und gehörte zur Raubtier-Klasse. Das Boot fuhr zunächst Einsätze im Rahmen des Spanischen Bürgerkrieges. Im Zweiten Weltkrieg nahm die Wolf am Minenlegen in der Nordsee teil und wurde mit diversen Geleitschutz- und Sicherungsaufgaben betraut.
Die Wolf fuhr am 8. Januar 1941 im Ärmelkanal auf eine Mine und sank.

## Geschichte

### Bau
Das Torpedoboot wurde unter der Baunummer 109 gemeinsam mit der Iltis am 8. März 1927 bei der Reichsmarinewerft in Wilhelmshaven auf Kiel gelegt. Beide Boote liefen am 12. Oktober 1927 vom Stapel. Kapitän zur See a. D. Karl August Nerger als ehemaliger Kommandant des Hilfskreuzers Wolf hielt die Taufrede, die Frau des seinerzeitigen Ersten Offiziers Brandes taufte das neue Torpedoboot.

### Indiensthaltung 1928 bis 1930
Nach der Indienststellung am 15. November 1928 kam die Wolf als Flottillenboot zur II. T-Flottille und ersetzte dort die Seeadler. Bis Februar 1929 folgten Erprobungsfahrten, anschließend unternahm sie im April/Mai 1929 mit der Flotte eine Atlantikfahrt. Dabei besuchte das Schiff die spanischen Orte A Pobra do Caramiñal und Sevilla. Im Sommer des Jahres lief das Boot Rotterdam und Stockholm an. Von April bis Juni 1930 nahm die Wolf an einer Mittelmeerfahrt teil. Am 30. August 1930 wurde das Boot für Überholungsarbeiten außer Dienst gestellt und durch die Möwe ersetzt.

### Indiensthaltung 1932 bis 1937
Die erneute Indienststellung der Wolf erfolgte am 6. Februar 1932. Im Sommer 1933 nahm das Boot an einer Reise in die Ostsee teil und besuchte Helsinki und Riga. 1934 folgte eine Ausbildungsfahrt nach Schweden. 1936 wurde die Wolf nach Spanien entsandt und war dort Teil der internationalen Seeblockade. Ihr erster Einsatz dauerte von August bis Oktober, der zweite erfolgte vom 1. bis 19. Dezember 1936. Auf der am 19. November begonnenen Fahrt nach Spanien erlitt die Wolf dabei einen Ruderschaden und musste in Brest repariert werden. Am 30. Juni 1937 wurde die Wolf wieder außer Dienst gestellt.

### Indiensthaltung 1937 bis 1941
Am 9. Dezember 1937 wurde die Wolf zum dritten und letzten Mal in Dienst gestellt. Bis 1938 erfolgte der Einsatz des Torpedobootes als Ausbildungsschiff. Im Februar 1938 wurde es der 3. T-Flottille unterstellt und lief zusammen mit der Tiger und der Iltis wieder in spanische Gewässer aus, um die dort kreuzende 4. T-Flottille abzulösen. Im Juli des gleichen Jahres kehrte das Boot nach Deutschland zurück. Dort wurde die 3. T-Flottille in die neue 6. T-Flottille umbenannt, die zusammen mit anderen Flotteneinheiten an der Wiedereingliederung des Memellandes im März 1939 teilnahm.
Nach Ausbruch des Zweiten Weltkrieges wurde die Wolf mit defensiven Minenunternehmen in der Nordsee, Handelskrieg und mit diversen Sicherungs- und Geleitaufgaben betraut. So übernahm die Wolf am 13. November 1939 die Sicherung der Leichten Kreuzer Köln und Nürnberg, die ihrerseits zu einem Minenunternehmen in der Themsemündung ausgelaufenen Zerstörern als Rückhalt dienten. Fünf Tage später begleitete die Wolf die Leipzig, die drei von der Humbermündung zurückkehrenden Zerstörern entgegenlief. Im März 1940 sicherte das Torpedoboot auch die Atlantis auf ihrem Weg durch die Deutsche Bucht. Beim Unternehmen Weserübung war die Wolf Bestandteil der 3. Gruppe mit Ziel Bergen. Das Torpedoboot lief am 8. April 1940 von Cuxhaven aus. Auf den Weg nach Bergen leistete die Wolf Hilfeleistung nach der Kollision zweier S-Boote. Am 9. April 1940 trat die Wolf zusammen mit der Köln und der Leopard nach Erfüllung ihres Auftrages den Rückmarsch an. Am 11. April traf das Torpedoboot in Wilhelmshaven ein und wurde anschließend in den Westraum verlegt, wo es an weiteren Aufklärungs- und Minenunternehmen teilnahm, wie beispielsweise im Oktober 1940 im Seegebiet um die Isle of Wight.

### Verbleib
In der Nacht des 7. auf den 8. Januar 1941 nahm die Wolf an einer weiteren Minenunternehmung mit dem Decknamen Unternehmen Renate in den Gewässern um Dover. Auf ihrem Rückmarsch lief die Wolf bei Dünkirchen um 11.50 Uhr auf eine Mine und sank auf Position 51° 5′ N, 2° 8′ O. Dabei fanden 45 Besatzungsmitglieder den Tod.

## Kommandanten
| 15. November 1928 bis September 1929 | Kapitänleutnant Wilhelm Meendsen-Bohlken |
| Oktober 1929 bis 30. August 1930     | Kapitänleutnant Hans-Joachim Gadow       |
| 6. Februar 1932 bis Oktober 1933     | Kapitänleutnant Hans Michahelles         |
| Oktober 1933 bis September 1935      | Kapitänleutnant Hans Georg Zimmer        |
| September 1935 bis April 1937        | Kapitänleutnant Hans Erdmenger           |
| April 1937 bis 30. Juni 1937         | unbekannt                                |
| 9. Dezember 1937 bis Februar 1938    | Kapitänleutnant Martin Saltzwedel        |
| Februar 1938 bis Januar 1940         | Kapitänleutnant Lutz Gerstung            |
| Januar 1940 bis 8. Januar 1941       | Oberleutnant zur See Broder Peters       |